# Classe Halifax
La classe Halifax (désignation de coque  FFH), également appelée classe City, est une classe de frégates de patrouille multi-rôle qui servent dans les Forces armées canadiennes depuis 1992. Le NCSM Halifax (FFH 330) fut le premier de douze navires de conception et construit au Canada qui combine des capacités anti-sous-marines avec des capacités contre les menaces aériennes et terrestres. La classe Halifax est la pierre angulaire des groupes opérationnels de la Marine royale canadienne. Tous les navires de la classe sont nommés d'après les grandes villes canadiennes. En 2007, le gouvernement canadien a annoncé un projet de refonte de la classe Halifax connue sous le nom de « Modernisation de la classe Halifax » ou alternativement comme la « Fregate Life Extension » (FELEX).

## Description

### Systèmes d'armement
La principale arme mise en œuvre par les bâtiments de la classe Halifax est un hélicoptère de lutte anti sous marines CH-124 Sea King puis Sikorsky CH-148 Cyclone, qui agit de concert avec les capteurs des navires pour rechercher et détruire des sous-marins qui sont à de grandes distances des navires. Les navires ont une plateforme pour hélicoptère équipé d'un « piège à ours », invention canadienne, ce système permettant l'envol et la récupération de l'hélicoptère dans un maximum de mer de catégorie 6. La force aérienne du Canada remplace les Sea King qui quitte le service en 2018 par un nouvel hélicoptère maritime, le CH-148 Cyclone entrant en fonction en 2015. Ils opèrent à bord des frégates avec des modifications minimes sur la structure des navires. La classe Halifax comporte également une arme pour la lutte anti-sous-marine sous la forme de la torpille Mark 46, lancé par le système de tubes lance-torpilles Mark 32 Mod 9 placés dans des compartiments de chaque bord à l'extrémité avant du hangar hélicoptère.
Ces unités possèdent aussi des missiles mer-mer AGM-84 Harpoon Block 1C pour la lutte antinavire montés dans deux affuts de quatre tubes situés au niveau du pont principal, entre la cheminée et le hangar à hélicoptère. Pour la défense contre les menaces aériennes, ils sont armés d'un système de lancement vertical dotés de missile surface-air Sea Sparrow. Chaque bâtiment possède 2 lance-missiles ayant chacun huit silos à missile. Un Raytheon/General Dynamics Phalanx Mark 15 Mod 1 est monté sur le toit du hangar pour hélicoptère comme arme de dernier recours contre les menaces qui n'auraient pas été abattu par les Sea Sparrow. Le COMAR a commandé la mise à niveau afin de les convertir en des Phalanx Block 1B. La mise à niveau bloc 1B comprend un imageur thermique optronique HDTI5-2F de Thales, l'amélioration de la bande Ku des radars et un plus long canon pouvant tirer à un taux de 3000 ou 4500 tr/min.
La principale arme sur le gaillard, est un canon Bofors de 57 mm 70 Mark 2. L'arme est capable de tirer des obus de 2,4 kg à une cadence de 220 tr/min à une distance de plus de 17 km. Le Bofors est une arme multi usages utilisable contre des objectifs en surface et dans les airs.

### Contre-mesures
Le système de leurres se compose de quatre lanceurs de leurres Shield Mark 2 de BAE Systems qui lancent des paillettes à 2 km et des roquettes infrarouges à 169 m pour distraire et confondre les missiles. Le leurre pour les torpilles est l'AN/SLQ-25 Nixie de Argon ST. Le Radar Warning Receiver des navires, le CANEWS (Canadian Electronic Warfare System), SLQ-501, et le brouilleur de radar, le SLQ-505, ont été mis au point par Thorn et Lockheed Martin Canada.

### Capteurs
Deux radars de conduite de tir SPG-503 (STIR 1.8) de Thales Nederland (anciennement Signaal) sont installés, l'un sur le toit de la passerelle et l'autre sur la plate-forme radar à l'avant du hangar à hélicoptère. Le navire est également équipé d'un radar de recherche aérienne active à longue distance AN/SPS-49 Raytheon (V) 5 fonctionnant sur les bandes C et D, d'un radar de veille air-surface Ericsson SEA Giraffe HC150 fonctionnant sur les bandes G et H, et d'un radar de navigation Kelvin Hughes Type 1007 I-band.
Le sonar de navigation comprend le CANTASS de General Dynamics - Canada (GD-C) qui est un sonar passif tracté à angle critique et à basse fréquence, et sonar de GD-C AN/SQS-510 monté sur la coque qui permet la détection et la localisation de contacts actifs et passifs à large bande. Le système de traitement des bouées acoustiques est le GD-C AN/UYS-503.

### Propulsion
Les navires de la classe Halifax  sont alimentés par un système CODOG (combinée diesel ou gaz) avec deux turbines à gaz General Electric LM2500 et un moteur diesel SEMT Pielstick 20PA6 V280. CAE fournit le système intégré de contrôle de la machinerie. La classe Halifax est la première à employer à ce degré de contrôle par ordinateur des moteurs, et des variantes du système de CAE sont également installés dans d'autres classes de navires tels la classe Arleigh Burke de la marine américaine.

### Modernisation

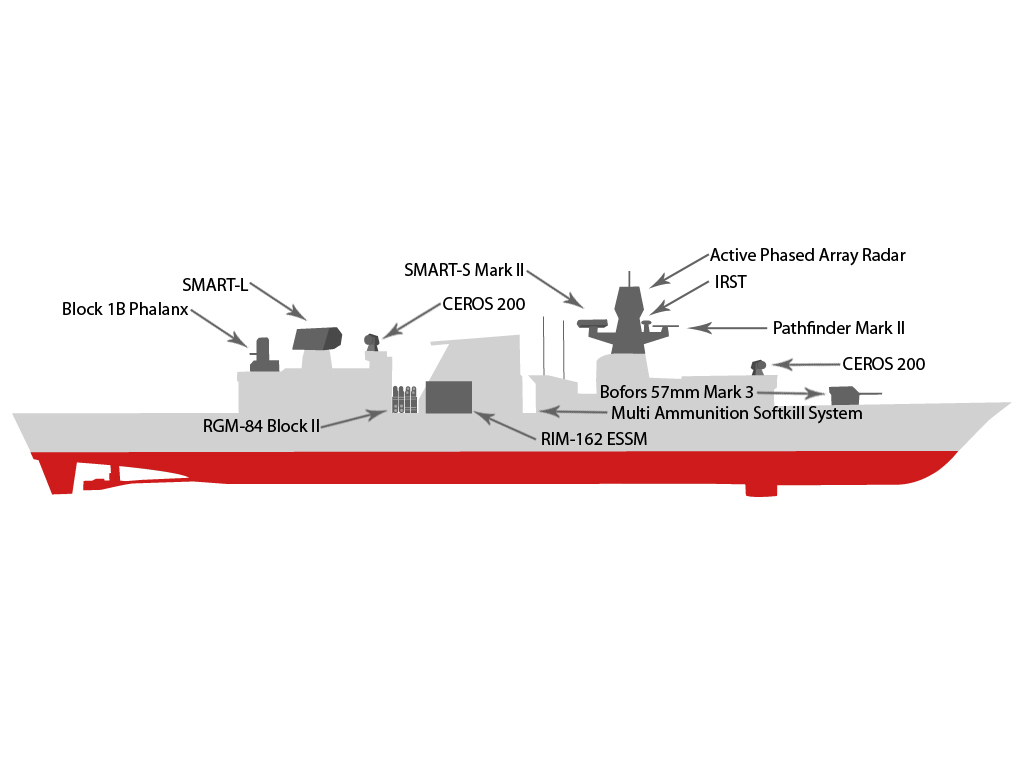
Illustration inexacte du projet de prolongation de la vie des frégate.

Le gouvernement du Canada a annoncé le 5 juillet 2007, un programme de modernisation de 3,1 milliards $ CA de la classe Halifax qui sera effectuée partir de 2010 jusqu'en 2017. La modernisation comprendra l'ajout d'un système modernisé de combat. Le ministère de la Défense nationale n'a pas déterminé quel(s) chantier(s) naval effectuera ce programme nommé modernisation de la classe HALIFAX/projet de prolongation de la vie des frégates (MCH/PDVDF) projet; des chantiers navals de Halifax et de Victoria ont été invités à soumettre des offres.
La programme entraînera la modernisation ou l’amélioration de plusieurs choses dont : le système de commandement et de contrôle (SC2), la multi-liaison de donnée tactiques, identification radar ami/ennemi (IFF) Mode S/5, Radars, système de mesure de soutien électronique (MSE), système de communications internes (SCI), système d’armes Harpoon (HWS), Mât, salle des opérations. Le système de missile Sea Sparrow sera mis à niveau avec le système Evolved Sea Sparrow Missile (ESSM).

## Navires
Il y a douze navires de classe Halifax au Canada:
| Nom                            | Lancement | Mise en service | État       |
| ------------------------------ | --------- | --------------- | ---------- |
| NCSM Halifax (FFH 330)         | 1988      | 1992            | En service |
| NCSM Vancouver (FFH 331)       | 1989      | 1993            | En service |
| NCSM Ville de Québec (FFH 332) | 1991      | 1994            | En service |
| NCSM Toronto (FFH 333)         | 1990      | 1993            | En service |
| NCSM Regina (FFH 334)          | 1992      | 1993            | En service |
| NCSM Calgary (FFH 335)         | 1992      | 1995            | En service |
| NCSM Montréal (FFH 336)        | 1992      | 1994            | En service |
| NCSM Fredericton (FFH 337)     | 1993      | 1994            | En service |
| NCSM Winnipeg (FFH 338)        | 1994      | 1996            | En service |
| NCSM Charlottetown (FFH 339)   | 1994      | 1995            | En service |
| NCSM St. John's (FFH 340)      | 1995      | 1996            | En service |
| NCSM Ottawa (FFH 341)          | 1996      | 1996            | En service |